# Jóslócsont-írás
A jóslócsont-írás a kínai írás legkorábbi formája, amellyel a Sang (Shang)-dinasztia korából (kb. i. e. 14-11. sz.) származó, karcolással létrehozott jóslócsont-feliratok íródtak.

## Elnevezése
A jóslócsont-írás kínai elnevezésének (csia-ku-ven (jiaguwen) 甲骨文) szó szerinti fordítása: „(teknős)páncél-csont-minta”, ami az íráshordozóul és egyben a hevítéses-repesztéses csontjóslás alapanyagául szolgáló két legfontosabb anyagra, a teknősök hasi páncéljára (plastron) és patások lapockacsontjára (scapula) utal.
Egyéb elnevezései:
- csi-ven (qiwen) 契文
- csia-ku pu-ce (jiagu buci) 甲骨卜辭
- kuj-csia sou-ku ven (guijia shougu wen) 龜甲獸骨文

A jóslócsont írást tágabb értelmezésben az úgynevezett ősi, vagy régi írások (ku-ven (guwen) 古文), illetve a pecsétírás változatai közé is szokás sorolni.

## Előzményei
A kínai égetéses-repesztéses csontjóslás legkorábbi emlékeire az i. e. 4. évezredből származnak régészeti bizonyítékok, amelyek azonban még nem tartalmaznak feliratokat. A régészeti leletek tanúsága szerint az i. e. 3. évezred végére a jóslásnak ez a formája igen elterjedt volt a később Sang (Shang)-dinasztia területén. A legkorábbi feliratos csontokat (marha-, birka- és sertéscsontok) az Erlikang (Erligang) lelőhelyen találták (Csengcsou (Zhengzhou), Honan (Henan)). Itt egy a Sang (Shang)-kor előtti rétegben találtak egy megégetett jóscsontot a ㄓ írásjeggyel, ami a Sang (Shang)-kori tárgyakon is megjelent. Egy másik darabon több mint tíz, a Sang (Shang)-koriakhoz hasonló, de használatukban mégis különböző jel van, de sajnos nem világos, hogy a lelet pontosan melyik rétegből származik.
A Sang (Shang)-kori leletek már egy viszonylag fejlett írásrendszert tartalmaznak, ezért feltételezhető, hogy az írásnak addigra már több száz éves előzményekkel kellett rendelkeznie. Ilyen előzményekkel kapcsolatban azonban meggyőző leletek még nem kerültek elő. Létezik ugyan néhány, a neolit-korból származó jel, ábra, amelyeket kerámiákra, jádéra és csonttárgyakra karcoltak, rajzoltak, ám ezek értelmezése egyelőre rendkívül hipotetikus, és minden kétséget kizáróan nem köthetők közvetlenül a Sang (Shang)-kori jóslócsont-íráshoz.

## Datálása
A feliratos jóslócsontok túlnyomó többsége a Sang (Shang)-dinasztia utolsó, mintegy 230 éves korszakából származik, amikor az uralkodók székhelye Sang (Shang) városában, a későbbi Jin (Yin)ben, a modern Anjang (Anyang) közelében terült el. Ez a Vu Ting (Wu Ding) és Ti Hszin (Di Xin) uralkodása közötti időszak az i. e. 14. és 11. század között. A legtöbb jóslócsont, az összes megtalált mintegy 55%-a, Vu Ting (Wu Ding) király idejéből származik. Az ennél korábbiaknak tartott leletek datálása még bizonytalan. Néhány jóslócsont bizonyosan a következő időszakból, a Csou (Zhou)-dinasztia idejéből származik.
Tung Co-pin (Dong Zuobin) 董作賓 (1895–1963) kínai tudós az írásjegyek formajegyei alapján a következő öt jelentősebb periódusra osztotta a feliratokat is tartalmazó Sang (Shang)-kori jóslócsontok keletkezési idejét:
| Periódus | Terjedelme           | Uralkodók                                                                                             |
| -------- | -------------------- | --- |
| I.       | i. e. 1240–1181      | Pan Keng (Pan Geng) 盤庚 Hsziao Hszin (Xiao Xin) 小辛 Hsziao Ji (Xiao Yi) 小乙 Vu Ting (Wu Ding) 武丁 |
| II.      | i. e. 1180–1151      | Cu Keng (Zu Geng) 祖庚 Cu Csia (Zu Jia) 祖甲                                                          |
| III.     | i. e. 1150–1131/1121 | Lin Hszin (Lin Xin) 廩辛 Kang Ting (Kang Ding) 康丁                                                   |
| IV.      | i. e. 1130/1120–1091 | Vu Ji (Wu Yi) 武乙 Ven Vu Ting (Wen Wu Ding) 文武丁                                                   |
| V.       | i. e. 1100–1041      | Ti Ji (Di Yi) 帝乙 Ti Hszin (Di Xin) 帝辛                                                             |

## Stílusjegyei
A jóslócsont-írás, az egykorú bronzedény-feliratok íráshoz hasonlóan, archaikus és képírás-jellegű. A csontok írása még merevebb és egyszerűbb a bronzedényekénél, mivel a nedves agyag öntőformájába egyszerűbb volt karcolni, mint a csontfelületekre. A korábbi és későbbi leletek között jól érzékelhető különbségek mutatják a fejlődést. Ismeretes, hogy ebben a korban ecsettel is írtak kerámiára, csontokra, jádéra és más kőtárgyakra, sőt arra is van bizonyíték, hogy bambuszból vagy fából készült lapokra is, bár ezek anyaguk miatt nem maradhattak fenn. Erre éppen a jóslócsont-írás adja a bizonyítékot, mert ebben előfordulnak az ecsettel írást (聿 jü (yu)), valamint a bambuszcsíkokból összeállított „könyvet” (冊 cö (ce)) ábrázoló írásjegyek is.
Az írásjegyeket, mint a kínai írásban általában, függőleges sorokba rendezték, amelyek jobbról balra követték egymást. Az adott csontfelület lehetőségei szerint a középső oszlopban elkezdett szöveget néha mindkét oldalon felváltva folytatták, de csak felülről lefelé.

## Szerkezete
A jóslócsont-írás archaikus megjelenése ellenére kifejlett írásrendszer volt, képes a korabeli kínai nyelv megfelelő feljegyzésére. A jelenlegi tudományos álláspontok szerint i. e. 1500 körül alakulhatott ki, a korai Sang (Shang) idején. Az ennél korábbi dátumok egyelőre alaptalan spekulációk. A Sang-dinasztia (Shang-dinasztia) második felére az írásjegyek egyszerűsített formában állandósultak, megszűnt az általuk jelzett tárgy képének közvetlen felismerhetősége.
A késői Sang (Shang) idejére a jelek többsége már nem képírás jellegű volt. Kialakultak a mai kínai írásjegyek fő típusai, azaz a kiejtésre utaló fonetikai elem kölcsönzésével keletkezett írásjegyek, a félig fonetikus szóösszetételek és az asszociatív összetételek. Egy statisztikai elemzés szerint a jóslócsont-írás jelei közül 23% piktogramma, 2% ideogramma, 32% ideogrammatikus összetétel, 11% fonetikus kölcsönzés, 27% fono-szemantikai összetétel, 6% pedig bizonytalan.
A korabeli állattenyésztés fontosságára utal, hogy a jelek a későbbi kínai írásjegyekhez képest sokkal részletesebben megkülönböztetik az állatfajtákat és a nemüket is. Például a harci kocsik esetében más-más írásjeggyel jelölték, ha azokat ló vagy elefánt húzta. A pásztorkodás, állatterelés írásjegye is más, ha szarvasmarháról, és más, ha birkáról van szó. Az állatok írásjegyei kis eltéréseket mutatnak aszerint is, hogy hímnemű vagy nőnemű állatról van szó.
A jóslócsont-írás, fejlettsége ellenére, nem tekinthető teljesen érettnek. Számos írásjegy alakja még nem teljesen sztenderdizált. A teknőst például hol szemből, hol oldalról, farokkal vagy anélkül ábrázolták. Az írásjegy rajzolata függhet a kifejezni kívánt aktuális tartalomtól is; sorrendjük pedig nem mindig esik egybe a beszélt nyelvi sorrenddel. Az írásjegyek mérete, néha irányultságuk is változatos lehet. Általában 5–16 mm nagyságúak. Különösen jó példa a jelek változatosságára a jin (yín) (寅) naptári ciklus jel különböző megjelenéseinek sora. Ezek a szabálytalanságok egészen a Csin (Qin)-dinasztia (i. e. 221–207) idején megalkotott úgynevezett kis pecsétírás megjelenéséig megmaradtak.

## Folytatása
Amikor az i. e. 11. században a Sang (Shang)-dinasztia uralmát megdöntötte az addig évszázadok óta a fennhatóságuk alatt álló, harcias, de kulturális tekintetben fejletlenebb Csou (Zhou)-ház, az új dinasztia megalapításakor számos egyéb kulturális vívmány mellett az írást, az írás használatának gyakorlatát is átvették. A jelenleg általánosan elterjedt tudományos álláspont szerint a Csou (Zhou)-dinasztia idején használt írás közvetlen előzménye a Sang (Shang)-kori jóslócsont-feliratok írása. Régészetileg bizonyított, hogy a csou (zhou) még dinasztia alapításuk előtt már átvették a sang (shang) írást, ám az további kutatásokat igényel, hogy a kulturálisan, életmódját és nyelvét is tekintetve eltérő csou (zhou) törzs az írás révén, hogyan és milyen kapcsolatban állt a sang (shang)okkal. Tény ugyanis, hogy a Sang (Shang)-korból származó, mintegy 4 000 önálló írásjegy (melyeknek számtalan változata létezik) közül csak 1 500-2 000 darabról feltételezik a kutatók, hogy sikerült a később használatos írásjegyek valamelyikének előzményeként azonosítani.

## Tudományos vizsgálata
A kínai jóslócsontok és jóslócsont-írás tudományos igényű kutatása Vang Ji-zsung (Wang Yirong) 王懿荣 (1845–1900) tevékenységével kezdődött. Ő ismerte fel a jelekben a korai kínai írást. Munkáját Liu O (Liu E) 劉鶚 (1857–1909) folytatta, aki ötezer csonttöredéket gyűjtött össze, sikeresen azonosított 34 írásjegyet, valamint 1903-ban kiadta az első könyvet a jóslócsontokról. Szun Ji-Zsang (Sun Yirang) 孫詒讓 (1848–1908) filológus folytatta az egyre elmélyültebb kutatást számos felirat megfejtésével. Lo Csen-jü (Luo Zhenyu) 羅振玉 (1866–1940) klasszika-filológus több mint 30 000 csontot gyűjtött. Azonosította a Sang (Shang) királyok neveit a leleteken és megállapította, hogy a csontok abban a korban keletkeztek. Kutatási eredményeit több kötetben publikálta. Vang Kuo-vej (Wang Guowei) 王國維 (1877–1927) kimutatta, hogy a leletek alapján felállítható Sang (Shang)-kronológia megfelel Sze-ma Csien (Sima Qian)-féle A történetíró feljegyzései című munkában publikáltaknak. Tung Co-pin (Dong Zuobin) 董作賓 (1895–1963) azonosította a korabeli jóslásokat végzők nevét és számos datálási kritériumot határozott meg. Kuo Mo-zso (Guo Moruo) 郭沫若 (1892–1978), a neves kínai tudós és kommunista politikus, aki az 1927-es nancsangi felkelés kudarca után Japánba menekült, és az emigrációban töltött tíz év alatt mélyült el a jóslócsontok feliratainak tanulmányozásában és fejtett meg sikeresen számos feliratot.